# Aspilota beringi
Aspilota beringi är en stekelart som beskrevs av Sergey A. Belokobylskij 2007. Aspilota beringi ingår i släktet Aspilota och familjen bracksteklar. Inga underarter finns listade.